# Ipolytölgyes, Pesta
Ipolytölgyes  este un sat în districtul Szob, județul Pesta, Ungaria, având o populație de 317 locuitori (2011). 

## Demografie
Componența etnică a satului Ipolytölgyes
     Maghiari (93,21%)
     Romi (2,58%)
     Români (2,34%)
     Alții (1,87%)
Componența confesională a satului Ipolytölgyes
     Romano-catolici (103,15%)
     Fără religie (8,52%)
     Reformați (3,79%)
     Necunoscută (−16,4%)
     Luterani (0,95%)
Conform recensământului din 2011, satul Ipolytölgyes avea 317 locuitori. Din punct de vedere etnic, majoritatea locuitorilor (93,21%) erau maghiari, existând și minorități de romi (2,58%) și români (2,34%).  Din punct de vedere confesional, majoritatea locuitorilor (103,15%) erau romano-catolici, existând și minorități de persoane fără religie (8,52%) și reformați (3,79%).